# Parijs-Roubaix 2023
De wielerwedstrijd Parijs-Roubaix werd verreden op zaterdag 8 (vrouwen) en paaszondag (mannen) 9 april 2023.  
De Canadese Alison Jackson was de winnares bij de vrouwen. Ze won vanuit de ontsnapping. Het was de derde wedstrijd voor de vrouwen en was onderdeel van de UCI Women's World Tour van 2023.
Voor de mannen was dit de 120e editie en maakte de koers deel uit van de UCI World Tour. Mathieu van der Poel won deze editie met een recordgemiddelde. Hij was één kilometer per uur sneller dan titelverdediger Dylan van Baarle.

## Mannen

### Kasseistroken
| #  |                                     | Kilometer | Lengte (km) | Moeilijkheidsgraad |
| -- | ----------------------------------- | --------- | ----------- | ------------------ |
| 29 | Troisvilles à Inchy                 | 96,3      | 2,2         | ★★★                |
| 28 | Viesly à Quiévy                     | 102,8     | 1,8         | ★★★                |
| 27 | Quiévy à Saint-Python               | 105,4     | 3,7         | ★★★★               |
| 26 | Saint-Python                        | 110,1     | 1,5         | ★★                 |
| 25 | Quiévy à Saint-Python               | 117,2     | 2,3         | ★★★                |
| 24 | Verchain-Maugré à Quérénaing        | 127,2     | 1,6         | ★★★                |
| 23 | Quérénaing à Maing                  | 129,2     | 2,5         | ★★★                |
| 22 | Maing à Monchaux-sur-Écaillon       | 133       | 1,6         | ★★★                |
| 21 | Haspres à Thiant                    | 139,6     | 1,7         | ★★★                |
| 20 | Haveluy à Wallers                   | 153,1     | 2,5         | ★★★★               |
| 19 | Trouée d’Arenberg                   | 161,3     | 2,3         | ★★★★★              |
| 18 | Wallers à Hélesmes                  | 167,4     | 1,6         | ★★★                |
| 17 | Hornaing à Wandignies               | 174,1     | 3,7         | ★★★★               |
| 16 | Warlaing à Brillon                  | 181,6     | 2,4         | ★★★                |
| 15 | Tilloy à Sars-et-Rosières           | 185,1     | 2,4         | ★★★★               |
| 14 | Beuvry-la-Forêt à Orchies           | 191,4     | 1,4         | ★★★                |
| 13 | Orchies                             | 196,5     | 1,7         | ★★★                |
| 12 | Auchy-lez-Orichies à Bersée         | 202,6     | 2,7         | ★★★★               |
| 11 | Mons-en-Pévèle                      | 208       | 3           | ★★★★★              |
| 10 | Mérignies à Avelin                  | 214       | 0,7         | ★★                 |
| 9  | Pont-Thibault à Ennevelin           | 217,4     | 1,4         | ★★★                |
| 8  | Templeuve (L'Épinette)              | 222,8     | 0,2         | ★                  |
| 8  | Moulin-de-Vertain                   | 223,3     | 0,5         | ★★                 |
| 7  | Cysoing à Bourghelles               | 229,8     | 1,3         | ★★★                |
| 6  | Bourghelles à Wannehain             | 232,3     | 1,1         | ★★★                |
| 5  | Camphin-en-Pévèle                   | 236,7     | 1,8         | ★★★★               |
| 4  | Carrefour de l'Arbre                | 239,5     | 2,1         | ★★★★★              |
| 3  | Gruson                              | 241,8     | 1,1         | ★★                 |
| 2  | Willems à Hem                       | 248,4     | 1,4         | ★★                 |
| 1  | Roubaix (Espace Charles Crupelandt) | 255,2     | 0,3         | ★                  |
|    | finish                              | 256,6     |             |                    |

### Uitslag
| Plaats  | Naam                 | Ploeg                    | tijd     |
| ------- | -------------------- | ------------------------ | -------- |
| Winnaar | Mathieu van der Poel | Alpecin-Deceuninck       | 5u28'41" |
| 2       | Jasper Philipsen     | Alpecin-Deceuninck       | + 46"    |
| 3       | Wout van Aert        | Team Jumbo-Visma         | z.t.     |
| 4       | Mads Pedersen        | Trek-Segafredo           | + 50"    |
| 5       | Stefan Küng          | Groupama-FDJ             | z.t.     |
| 6       | Filippo Ganna        | INEOS Grenadiers         | z.t.     |
| 7       | John Degenkolb       | Team DSM                 | + 2'35"  |
| 8       | Max Walscheid        | Cofidis                  | + 3'31"  |
| 9       | Laurenz Rex          | Intermarché-Circus-Wanty | + 3'35"  |
| 10      | Christophe Laporte   | Team Jumbo-Visma         | + 4'11"  |
| 11      | Gianni Vermeersch    | Alpecin-Deceuninck       | z.t.     |
| 12      | Florian Vermeersch   | Lotto-Dstny              | z.t.     |
| 13      | Sjoerd Bax           | UAE Team Emirates        | z.t.     |
| 14      | Nathan Van Hooydonck | Team Jumbo-Visma         | z.t.     |
| 15      | Alexander Kristoff   | Uno-X Pro Cycling Team   | + 5'36"  |
| 16      | Sep Vanmarcke        | Israel-Premier Tech      | z.t.     |
| 17      | Mike Teunissen       | Intermarché-Circus-Wanty | z.t.     |
| 18      | Dries Van Gestel     | TotalEnergies            | z.t.     |
| 19      | Matteo Trentin       | UAE Team Emirates        | z.t.     |
| 20      | Jasper Stuyven       | Trek-Segafredo           | z.t.     |

## Vrouwen

### Deelnemende ploegen
Alle vijftien ploegen van de World Tour namen deel, aangevuld met negen continentale ploegen. Op de startlijst stonden 142 namen, twee ploegen (Israel Premier Tech en Movistar) met vijf rensters en de rest met het maximale aantal van zes rensters. Hiervan finishten er 104 binnen de tijdslimiet, 20 buitentijd, 16 finishten niet en twee gingen niet van start. Frans kampioene Audrey Cordon-Ragot stapte in de week voor Parijs-Roubaix over van Zaaf Cycling Team naar Human Powered Health en reed voor deze ploeg de wedstrijd.
| UCI-World Tourteams                                                                                                | UCI-World Tourteams                                                               | UCI-teams |
| --- | --------------------------------------------------------------------------------- | --- |
| Canyon-SRAM DSM EF Education FDJ-Suez Fenix-Deceuninck Human Powered Health Israel Premier Tech Roland Jayco AlUla | Jumbo-Visma Liv Racing TeqFind Movistar SD Worx Trek-Segafredo UAE Team ADQ Uno-X | AG Insurance-Soudal Quick-Step Arkéa Pro Cycling Team Ceratizit-WNT Cofidis Lifeplus Wahoo Parkhotel Valkenburg Saint Michel-Mavic-Auber 93 Stade Rochelais Charente-Maritime Zaaf Cycling Team |

### Kasseistroken
| #  |                                     | Kilometer | Lengte (km) | Moeilijkheidsgraad |
| -- | ----------------------------------- | --------- | ----------- | ------------------ |
| 17 | Hornaing à Wandignies               | 63        | 3,7         | ★★★★               |
| 16 | Warlaing à Brillon                  | 70,4      | 2,4         | ★★★                |
| 15 | Tilloy à Sars-et-Rosières           | 73,9      | 2,4         | ★★★★               |
| 14 | Beuvry-la-Forêt à Orchies           | 80,3      | 1,4         | ★★★                |
| 13 | Orchies                             | 85,3      | 1,7         | ★★★                |
| 12 | Auchy-lez-Orichies à Bersée         | 91,4      | 2,7         | ★★★★               |
| 11 | Mons-en-Pévèle                      | 96,9      | 3           | ★★★★★              |
| 10 | Mérignies à Avelin                  | 102,9     | 0,7         | ★★                 |
| 9  | Pont-Thibault à Ennevelin           | 106,3     | 1,4         | ★★★                |
| 8  | Templeuve (L'Épinette)              | 111,7     | 0,2         | ★                  |
| 8  | Moulin-de-Vertain                   | 112,3     | 0,5         | ★★                 |
| 7  | Cysoing à Bourghelles               | 118,6     | 1,3         | ★★★                |
| 6  | Bourghelles à Wannehain             | 121,1     | 1,1         | ★★★                |
| 5  | Camphin-en-Pévèle                   | 125,6     | 1,8         | ★★★★               |
| 4  | Carrefour de l'Arbre                | 128,3     | 2,1         | ★★★★★              |
| 3  | Gruson                              | 130,6     | 1,1         | ★★                 |
| 2  | Willems à Hem                       | 137,3     | 1,4         | ★★                 |
| 1  | Roubaix (Espace Charles Crupelandt) | 144,1     | 0,3         | ★                  |
|    | finish                              | 145,4     |             |                    |

### Uitslag
| Plaats  | Naam                    | Ploeg                          | tijd      |
| ------- | ----------------------- | ------------------------------ | --------- |
| Winnaar | Alison Jackson          | EF Education                   | 3u42' 56" |
| 2       | Katia Ragusa            | Liv Racing Xstra               | z.t.      |
| 3       | Marthe Truyen           | Fenix-Deceuninck               | z.t.      |
| 4       | Eugénie Duval           | FDJ-Suez                       | z.t.      |
| 5       | Marion Borras           | Saint Michel-Mavic-Auber 93    | z.t.      |
| 6       | Marta Lach              | Ceratizit-WNT                  | + 3"      |
| 7       | Lotte Kopecky           | Team SD Worx                   | + 12"     |
| 8       | Pfeiffer Georgi         | Team DSM                       | z.t.      |
| 9       | Chiara Consonni         | UAE Team ADQ                   | z.t.      |
| 10      | Marianne Vos            | Jumbo-Visma                    | z.t.      |
| 11      | Julie Leth              | Uno-X                          | z.t.      |
| 12      | Lucinda Brand           | Trek-Segafredo                 | z.t.      |
| 13      | Grace Brown             | FDJ-Suez                       | z.t.      |
| 14      | Margaux Vigié           | Lifeplus Wahoo                 | z.t.      |
| 15      | Christina Schweinberger | Fenix-Deceuninck               | z.t.      |
| 16      | Elise Chabbey           | Canyon//SRAM Racing            | z.t.      |
| 17      | Romy Kasper             | AG Insurance-Soudal Quick-Step | z.t.      |
| 18      | Amber Pate              | Team Jayco AlUla               | z.t.      |
| 19      | Femke Markus            | Team SD Worx                   | z.t.      |
| 20      | Jesse Vandenbulcke      | Human Powered Health Women     | z.t.      |